# КТМ/КТП-1
КТМ-1 — советский односторонний моторный двухосный высокопольный трамвайный вагон. Аббревиатура «КТМ» расшифровывается как «Кировский трамвай моторный», поскольку вагоны выпускались на Усть-Катавском заводе имени С. М. Кирова. КТП-1 — советский односторонний прицепной двухосный высокопольный трамвайный вагон. Аббревиатура «КТП» расшифровывается как «Кировский трамвай прицепной». КТП представлял собой корпус КТМ-1 с небольшими конструктивными изменениями в связи с отсутствием тяговых электродвигателей, управляющего ими оборудования и кабины водителя.
С технической точки зрения конструкция КТМ-1 сочетала в себе как прогрессивные (например, цельнометаллический сварной несущий кузов), так и консервативные (непосредственная система управления и отсутствие тележки) решения. Усть-катавский вагоностроительный завод выпускал вагоны этого типа с 1947 года. Производство КТМ/КТП-1 завершилось в 1961 году, когда они были заменены на стапелях на более современные модели КТМ/КТП-2.

## История

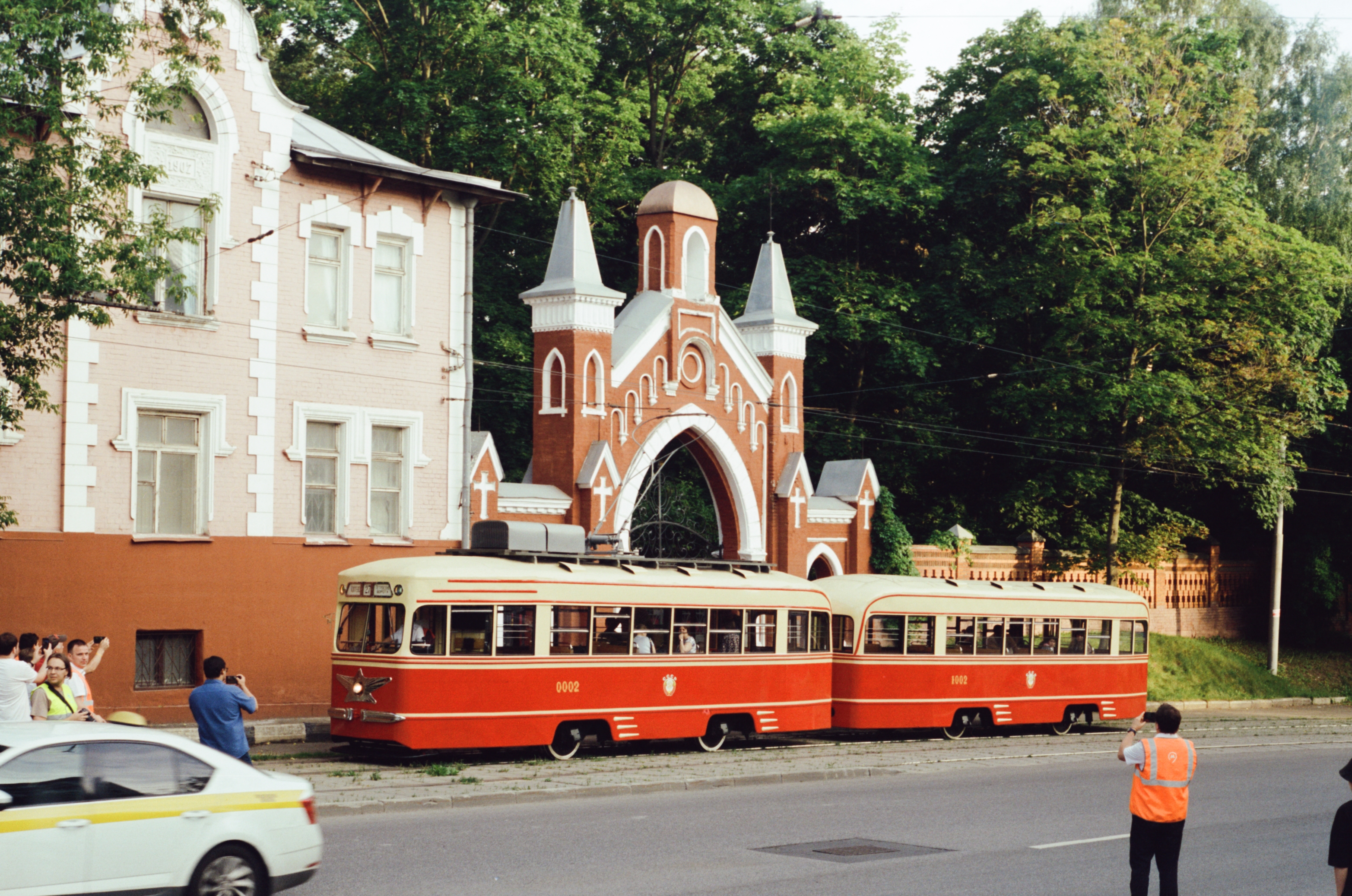
КТМ-1+КТП-1 с борта без дверей

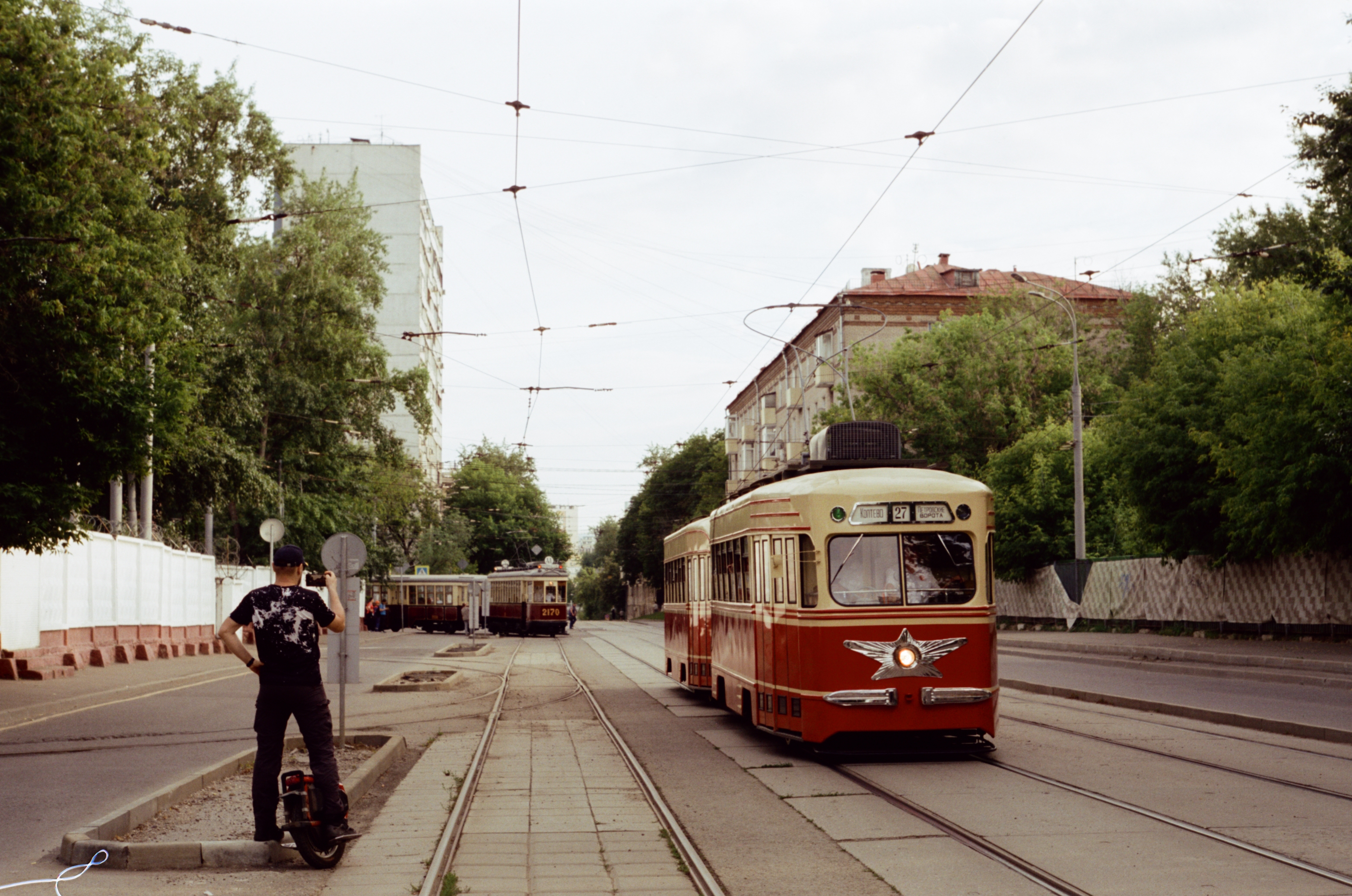
КТМ-1 спереди

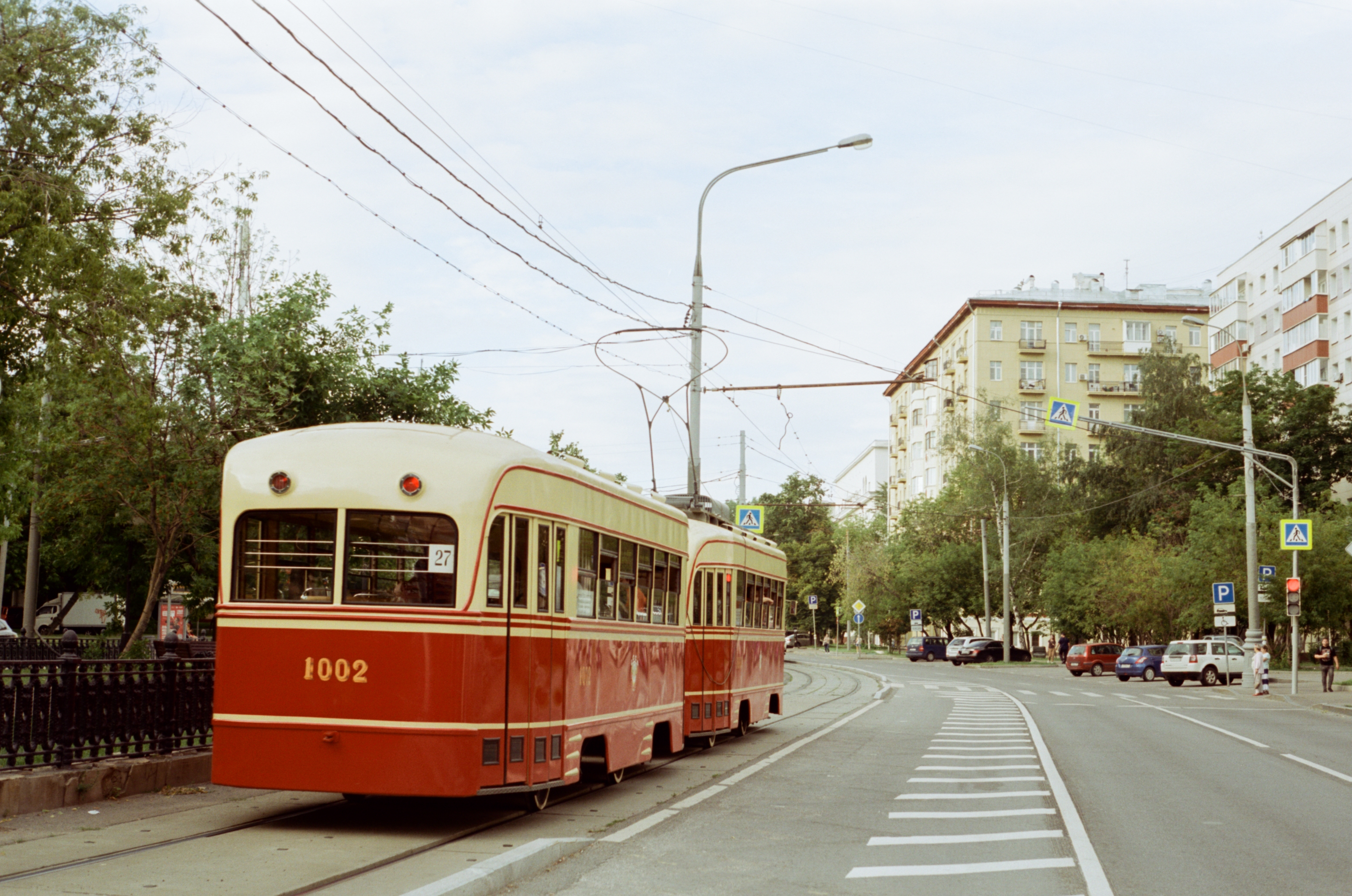
КТП-1 сзади

До 1941 г. Усть-Катавский вагоностроительный завод выпускал двухосные трамвайные вагоны — моторный Х и прицепной М. В период Великой Отечественной войны развитие вагоностроения приостановилось. В 1947 г. были разработаны новые типы двухосных вагонов для замены морально устаревших трамваев довоенных серий — моторный КТМ-1 и прицепной КТП-1, конструкция которых существенно отличалась от довоенных. Новые трамвайные вагоны были приспособлены для использования того немногочисленного механического и электрического оборудования, которое выпускалось в стране сразу по окончании войны. Вагоны были рассчитаны на эксплуатацию как одиночных, так и в составе двухвагонного и трёхвагонного поездов. Конструкции кузовов моторного и прицепного вагонов в большей части была унифицирована для удешевления производства и осуществления ремонта. Одним из основных отличий от довоенных вагонов являлся цельнометаллический несущий кузов КТМ/КТП-1. В то же время они были двухосными и предназначались для эксплуатации по схеме «моторный-прицепной». Позднее от двухосных трамваев отказались, и все трамваи стали оборудовать тележками, а вместо поездов из моторного и прицепного вагонов на участках с большим пассажиропотоком стали использовать сочленённые трамваи и трамваи, работающие по системе многих единиц. Однако эти технические анахронизмы не были ошибкой советских инженеров. Ведь КТМ/КТП-1 предстояло использовать в трамвайных хозяйствах со слабой ремонтной базой (так как война помешала модернизации технического оснащения многих хозяйств), для которых эксплуатация трамваев более современной конструкции была бы довольно проблематичной. Также многие хозяйства имели изношенные пути, которые делали невозможной эксплуатацию более тяжёлых трамваев. В то же время на линиях с не очень большими пассажиропотоками двухосные вагоны ещё вполне могли справляться со своими задачами.
Выпуск опытных поездов КТМ/КТП-1 начался на Усть-Катавском трамвайном заводе в декабре 1947 года. В следующем году завод приступил к серийному выпуску этих поездов. Их производство продолжалось до 1961 года, после чего завод переключился на выпуск более современных поездов КТМ/КТП-2. Поезда КТМ/КТП-1 стали выводиться из эксплуатации в середине 1970-х годов. Дольше всего они проработали в Караганде и Череповце— до 1983 года, Каменском — до 1985 года и в Запорожье — до 1987 года. Некоторые КТМ-1 были переоборудованы в служебные трамваи.

## Распространение
КТМ/КТП-1 работали в очень многих городах, поэтому проще указать города, в которых этих трамваев не было. В РСФСР этими городами были Златоуст, Коломна, Курск, Ленинград, Москва, Ногинск, Смоленск, Свердловск, Калининград (из-за узкой колеи). В УССР их не было в Житомире, Виннице, Евпатории и во Львове из-за узкой колеи.

## Технические особенности

### Кузов
Кузова вагонов КТМ-1 и КТП-1 имели металлический несущий каркас и несущую подоконную балку. Они были жёстко связаны с рамой. Конструкция с несущим каркасом позволила уменьшить вес кузова. 

Каркас кузова состоял из пяти сборных секций: передней площадки, задней площадки, средней части крыши и двух боковых панелей. Секции соединялись между собой электросваркой. 

Междуоконные и подоконные стойки каркаса имели П-образное сечение. Стойки выполнялись из листовой стали толщиной 2,5 мм. Подоконные и надоконные пояса облицовывались профилированным листом толщиной 1,5 мм. Для крепления резиновой окантовки глухого окна к междуоконным стойкам в нижней их части приваривались таврики; для направления подъёмной рамки к стойкам в верхней их части приваривались угольники.
Крыша состояла из дуг омегообразного профиля (Ω), полка профиля дуги была обращена внутрь кузова. Продольные элементы, обвязывающие крышевые дуги, имели корытное сечение ([). Наружная боковая подоконная обшивка выполнялась из стали толщиной 2,5 мм. Обшивка, расположенная между колёсными парами, была понижена и закрывала оборудование, находившееся под вагоном. Для осмотра компрессора в обшивке был сделан люк. Обшивка на криволинейной поверхности крыши была выполнена из стального листа толщиной 1,5 мм. В средней плоской части крыша была обшита фанерой. Внутренняя подоконная обшивка и потолок кузова обшивались клееной берёзовой фанерой толщиной 5 мм. Фанера крепилась винтами к деревянным деталям стоек и дуг. Стойки и продольные пояса внутри кузова облицовывались дубовыми штабиками. Пол кузова был сделан из деревянных сосновых досок толщиной 30 мм. 

С одной стороны салона кузова было установлено восемь двухместных диванов, а с другой — восемь одноместных. Часть вагонов имели шестнадцать одноместных диванов. Диваны — деревянные сиденья с деревянными спинками. У входов и выходов были установлены металлические поручни. Внутри салона были сделаны поручни для стоящих пассажиров. На крыше кузова устанавливались вентиляционные козырьки, соединённые каналами с салоном. 

Моторный и прицепной вагон имели по 12 боковых окон салона, передние, задние и боковые окна в кабине водителя, последние — с подъёмной рамой. Верхние половины боковых окон салона подъёмные, нижние — глухие, передние окна — глухие.
Двери — четырёхстворчатые, только с правой стороны (так как трамвай был выполнен односторонним). Привод дверей - пневматический. Отопление кузова отсутствует. Кабина водителя отапливалась электропечами.
Соединение вагонов в поезд производилось тяговым буфером с головкой типа «рукопожатие».

### Ходовая часть
Трамвай был предназначен для широкой русской колеи (1524 мм), однако в Ростове-на-Дону КТМ/КТП-1 были переоборудованы для европейской колеи (1435 мм).
Вагоны КТМ/КТП-1, в отличие от довоенных Х/М, не имели тележек. Колёсные пары через буксы и полуэллиптические рессоры подвешивались непосредственно к раме кузова (у вагонов Х/М была неповоротная двухосная тележка с жёсткой базой). Моторы марки ДК-254А мощностью 50 кВт использовались в качестве тяговых двигателей. Передача от моторов к осям моторного вагона осуществлялась посредством карданных валов через двухступенчатые редукторы. В отличие от довоенных вагонов подвеска тяговых двигателей была не опорно-осевой, а опорно-рамной. Такой способ подвески хотя и усложнял тяговую передачу, но снижал неподрессоренные массы и ударные нагрузки на тяговый двигатель.

### Тормозная система
Моторный вагон КТМ-1 имел три системы тормозов: 

- служебный — пневматический,
- запасной — ручной,
- экстренный — электрический.

Прицепной вагон КТП-1 имел две системы тормозов: 

- служебный — пневматический,
- запасной — ручной.

На моторном и прицепном вагонах был применён колодочно-дисковый тормоз. Интересной особенностью конструкции являлся рост нажатия на тормозные колодки по мере их износа.

Пневматический тормоз — прямодействующего типа, с приспособлением для автоматического затормаживания прицепных вагонов при разрыве поезда. 

Ручной тормоз являлся запасным и осуществлялся посредством тормозной колонки. В моторном вагоне колонка ручного тормоза была установлена в кабине водителя, а прицепном — у места кондуктора возле задней двери. Торможение производилось вращением маховика по часовой стрелке за специальную рукоятку, при этом натягивалась стальная цепь, соединённая с рычажной тормозной системой вагона. Для растормаживания было необходимо нажать на педаль для освобождения собачки храповика, стопорящего шестерни тормозной колонки. При этом тяжёлый маховик начинал быстро вращаться против часовой стрелки и мог своей рукояткой нанести серьёзные травмы.

### Электрическое оборудование
Токосъём с контактного провода у вагонов КТМ-1 производился дуговым токоприёмником — бугелем. Для защиты от грозовых разрядов в силовую цепь был включён громоотвод дугового типа ДГ-2, расположенный на крыше вагона. Защита силовой цепи от перегрузок и коротких замыканий выполнялась автоматически выключателем АВ-1 — Б2, расположенным в кабине водителя. Управление тяговыми двигателями осуществлялось кулачковым контроллером типа МТ-22 с непосредственным управлением. На вагонах первых серий устанавливался контроллер МТ-1А с восемью позициями, затем был принят контроллер МТ-22 с двенадцатью позициями. 

На вагонах с контроллерами МТ-1А устанавливались пусковые сопротивления КФ-3А-5, а на вагонах с контроллерами МТ-22 — пусковые сопротивления КФ-ЗА-2. Сопротивления располагались на крыше вагона. На первых сериях вагонов применялись тяговые двигатели ДК-253Б, затем были приняты двигатели ДК-254А. Два двигателя подвешивались под вагоном к раме, подвеска — независимая, вал двигателя располагался параллельно продольной оси вагона. Присоединение двигателя к силовой цепи производилось через моторные коробки СК-9А, закреплённые на раме вагона. 

Мотор-компрессор Э-300 подключался к выключателю ВУ-3 через электропневматический регулятор АК-5А. Мотор-компрессор был подвешен под задней площадкой к раме вагона. Распределительный щит РЩ-38 подключался к токоподводящему проводу через выключатель ВУ-3. Щит РЩ-38 располагался в кабине водителя. На большей части вагонов вместо такого щита в кабине водителя на задней стенке устанавливались шесть выключателей ВУ-3 для освещения моторного и прицепного вагонов, отопления и включения мотор-компрессора.
Для отопления кабины водителя были предусмотрены электропечи. Включение печей производилось выключателем на щите. Для внутреннего освещения моторного и прицепного вагонов в них были установлены по восемь ламп накаливания. Электрическое соединение сети освещения моторного и прицепного вагонов производилось гибким проводом со штепселями штыревого типа, обычно применяемыми на трамвайных вагонах.

### Пневматическое оборудование
Для приведения в действие тормозной системы трамвайного вагона, песочниц, дверей, предохранителей сетки, стеклоочистителей и звонка водителя в трамваях КТМ/КТП-1 использовался сжатый воздух. Для подачи сжатого воздуха применялся компрессор с электрическим двигателем.

Мотор-компрессор засасывал воздух через фильтр и подавал сжатый воздух через маслоотделитель и обратный клапан в два запасных резервуара. Электропневматический регулятор поддерживал давление сжатого воздуха запасных резервуаров в определённых пределах. При давлении 6,2 атмосферы регулятор выключал компрессор, а при давлении 4,5 атмосферы — включал его. Предохранительный клапан на резервуаре не позволял превышать допустимое давление. Рабочий резервуар соединялся с запасными резервуарами через редукционный клапан, который автоматически поддерживал давление 4,5 атмосферы в рабочем резервуаре.

Кран машиниста соединялся с тремя трубами: P, T1, Н, — и цилиндрами, которые приводили в действие предохранительную сетку. К крану машиниста был присоединён шумоглушитель, уменьшающий шум при выпуске сжатого воздуха в атмосферу.

Труба Р соединялась с рабочим резервуаром и с клапаном автоматического торможения. Кроме того, к трубе Р были присоединены цилиндры, приводящие в действие песочницы, вибратор пневматического звонка, краны и цилиндры стеклоочистителей. Приведение в действие песочниц и пневматического звонка производилось водителем, который нажимал ногой на клапан, выполненный в виде педали. Стеклоочистители включались и выключались водителем посредством вентилей, установленных в кабине водителя.

Труба Н (напорная) была предназначена для автоматического торможения, которое происходит при отрыве прицепного вагона. Труба Н была соединена с краном машиниста и соответствующей трубой двойного междувагонного соединения, скреплённого со штуцером.

Труба Т1 являлась тормозной, она была непосредственно соединена с тормозным цилиндром моторного вагона и через клапан со штуцером. Штуцер соединял посредством двухпроводного рукава пневматическую систему моторного и прицепного вагонов.

Внутренний рукав между вагонного соединения был присоединён к трубе Н, наружный рукав — к трубе Т2.

В кабине водителя было установлено два манометра. Первый манометр показывал давление в запасных резервуарах, второй — давление в рабочем резервуаре.

Пневматическая система прицепного вагона состояла из резервуара для автоматического торможения и подачи воздуха для дверных цилиндров, тормозного цилиндра и клапана автоматического торможения.

Тормозная труба Т2 и резервуар для автоматического торможения были соединены с тормозным цилиндром через клапан автоматического торможения.

## Особенности эксплуатации
В Ростове-на-Дону вместо предустановленной дуги использовались штанги. В Бийске, Ярославле (а возможно, и в других городах) в начале 1970-х годов бугельные токоприёмники были заменены пантографами.

## Достоинства и недостатки вагона
Достоинства:
- малое негативное воздействие на рельсовый путь,
- простота обслуживания и ремонта,
- удачная конструкция вагона,
- высокое качество сборки,
- небольшая масса вагона,
- высокие динамические свойства,
- эргономичное расположение элементов управления на посту водителя,
- современный дизайн.

Недостатки:
- низкий уровень комфорта (деревянные сиденья, слабое освещение, отсутствие отопления салона),
- малая вместимость,
- плохая звукоизоляция салона (это было особенно заметно из-за шумного компрессора),
- неудобная планировка салона.

Из-за внешнего сходства иногда встречаются утверждения о родственности КТМ-1 и американского трамвая PCC. Однако в действительности это сходство ограничивается внешним видом. В отличие от PCC, имевшего тележки, КТМ-1 был двухосным трамваем. Система управления этих трамваев также была разной.

## Основные технические характеристики
Основные данные по моторному и прицепному вагонам приведены в следующей таблице:
| № п/п |                                         | Моторный вагон | Прицепной вагон |
| ----- | --------------------------------------- | -------------- | --------------- |
| 1     | Длина вагона (по обшивке)               | 9760 мм        | 9460 мм         |
| 2     | Длина вагона по отбойным буферам        | 9940 мм        | 9640 мм         |
| 3     | Ширина вагона по наружному габариту     | 2500 мм        | 2500 мм         |
| 4     | База вагона                             | 3400 мм        | 3400 мм         |
| 5     | Высота от головки рельса до верха пола  | 830 мм         | 830 мм          |
| 6     | Высота от головки рельса до верха крыши | 3055 мм        | 3055 мм         |
| 7     | Высота от пола до потолка               | 2170 мм        | 2170 мм         |
| 8     | Высота первой ступеньки                 | 350 мм         | 350 мм          |
| 9     | Количество ступеней                     | 2              | 2               |
| 10    | Ширина дверного проёма                  | 720 мм         | 720 мм          |
| 11    | Диаметр колеса                          | 780 мм         | 780 мм          |
| 12    | Диаметр шейки оси                       | 95 мм          | 95 мм           |
| 13    | Количество мест для сидения             | 16             | 15              |
| 14    | Количество мест для стояния             | 100            | 108             |
| 15    | Максимальная скорость                   | 40 км/час      | —               |
| 16    | Тара вагона                             | 12,5 т         | 8 т             |

## Сохранившиеся КТМ/КТП-1

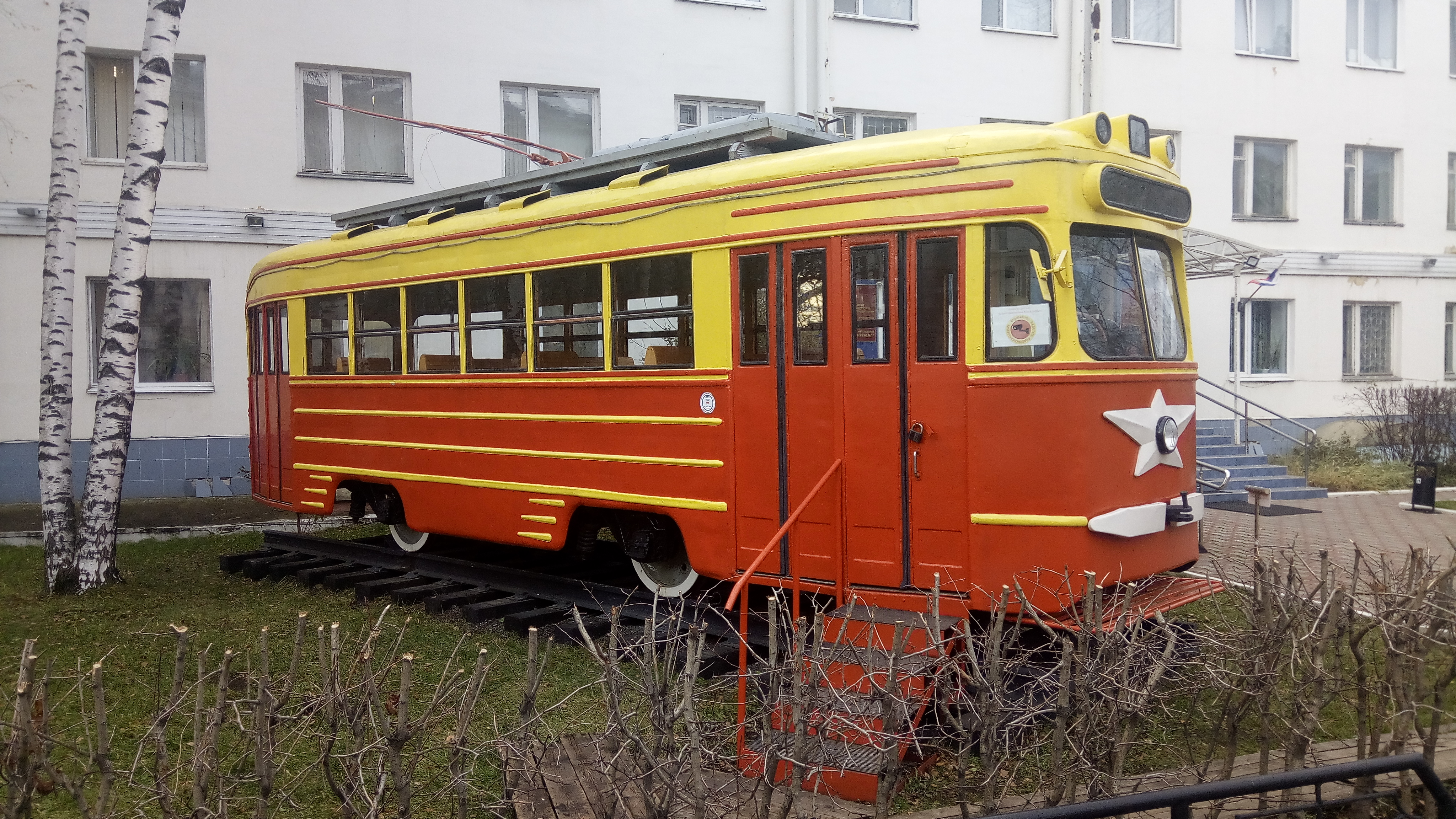
КТМ-1 в роли памятника, Пермь. Вид справа, на двери
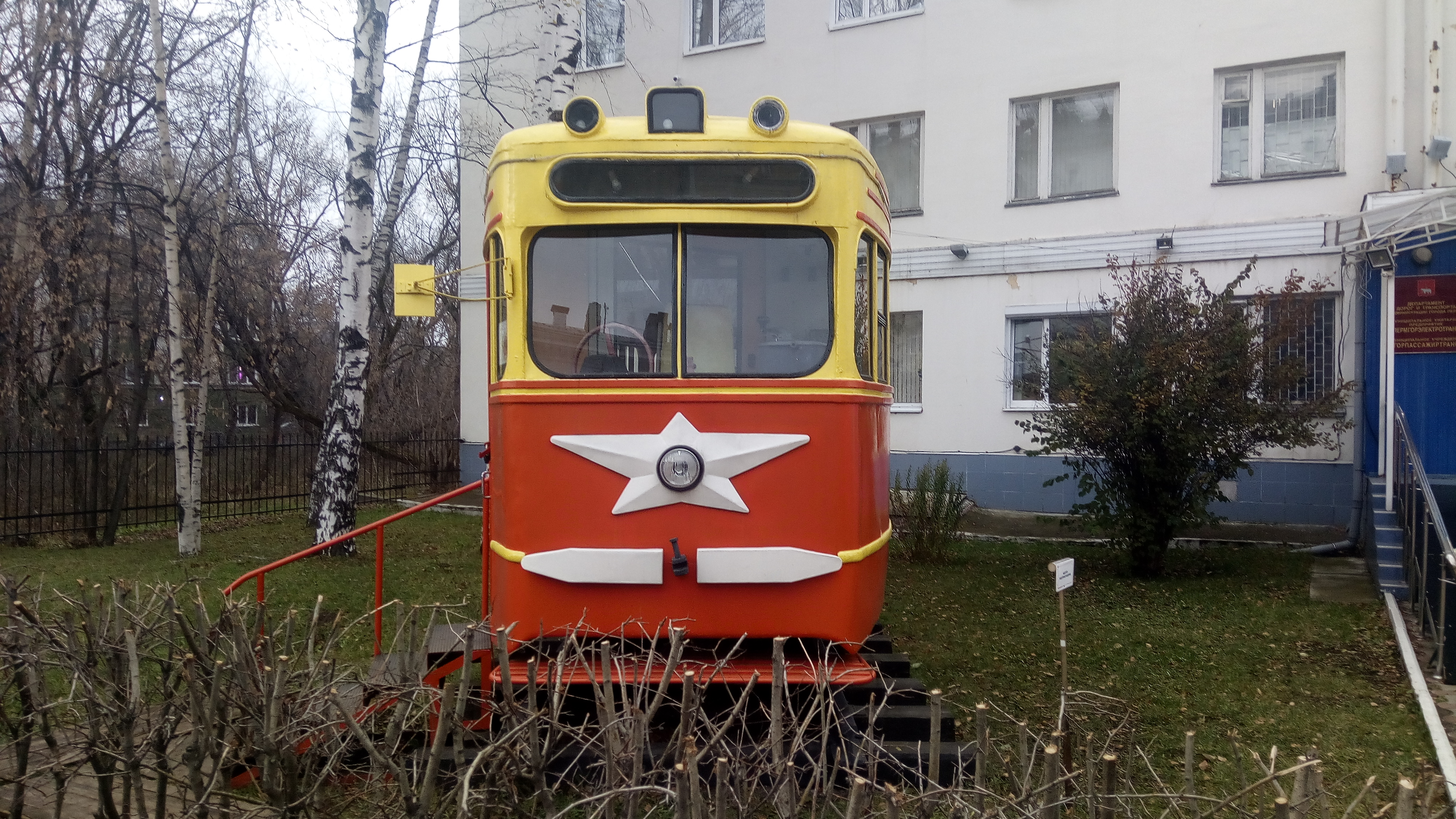
КТМ-1 в роли памятника, Пермь. Вид спереди
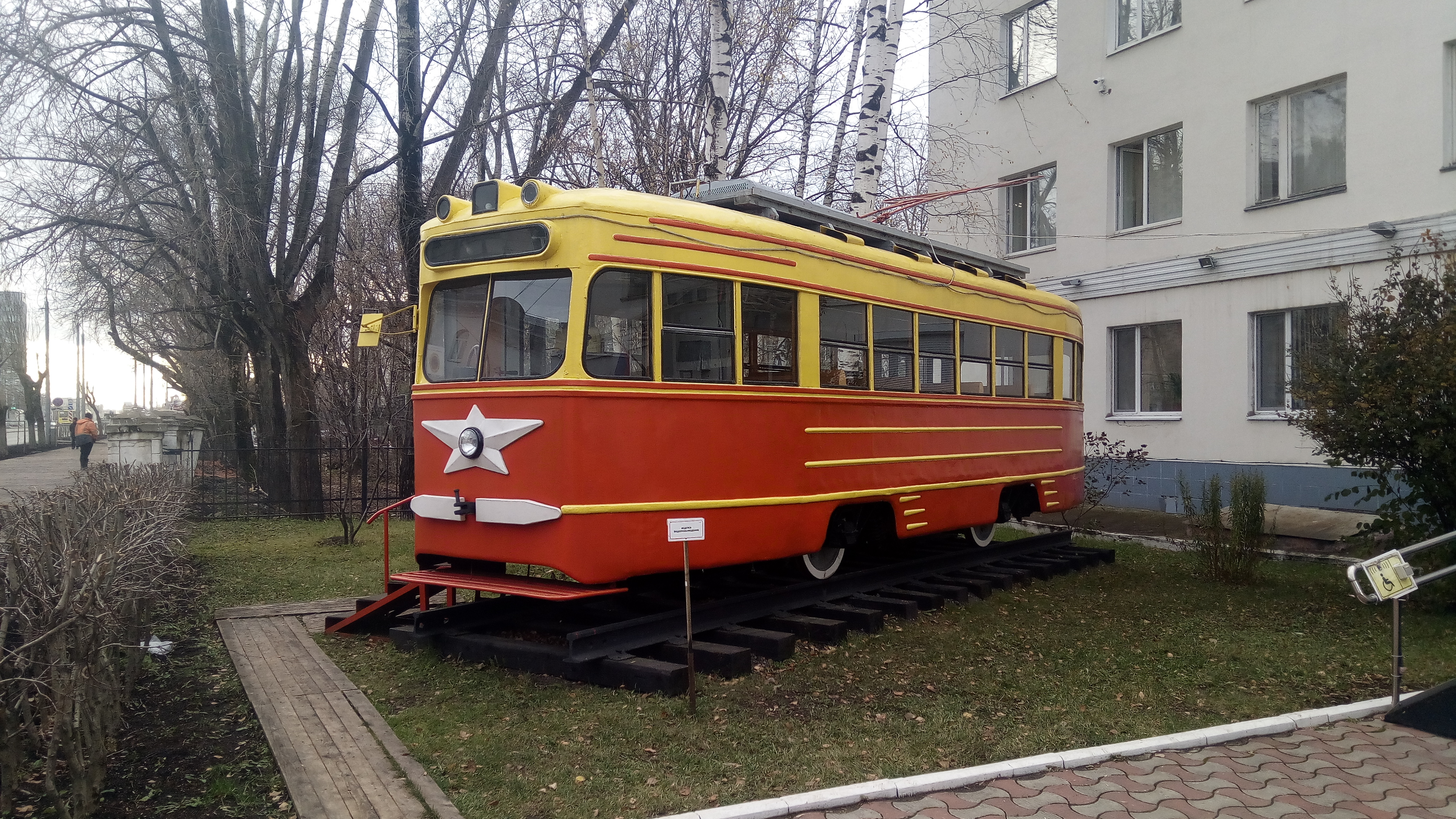
КТМ-1 в роли памятника, Пермь. Вид слева.

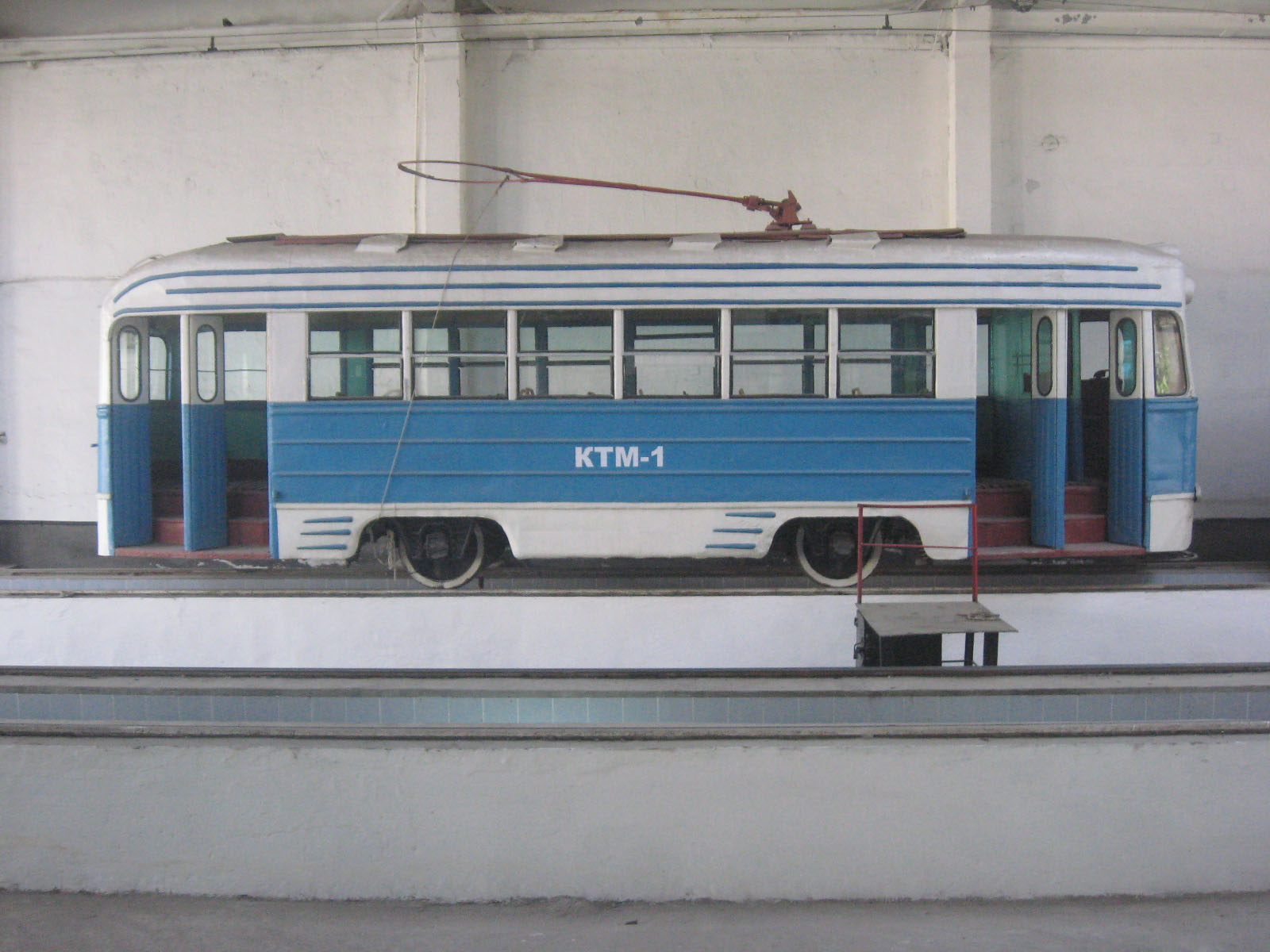
Музейный вагон КТМ-1 в Ташкенте, уничтоженный в 2012 году.

В настоящее время сохранилось 9 вагонов данной модели:
- в Москве КТМ-1+КТП-1 восстановленные до ходового состояния. До 1999 года были памятниками в Туле[25];
- в Архангельске в качестве памятника[26] (поставлен после закрытия трамвайного движения в 2004 году, в 2012 году начата его реставрация на судоремонтном заводе);
- в Кемерово в качестве памятника на территории Трамвайного парка № 1[27];
- в Новосибирске в качестве памятника[28] (в ноябре 2014 года выезжал на улицы города в рамках празднования 80-летия трамвайного движения[29]);
- в Одессе служебный двухкабинный вагон-буксир отреставрирован в 2013 году и является ходовым музейным вагоном[30];
- в Перми в качестве памятника установлен вагон, перевезённый в 2013 году из Краснотурьинска [31];
- в Ташкенте существует репликар другого вагона на базе КТМ-1[32];
- в Томске сохранился кузов вагона КТП-1 с бортовым номером 518[33];
- в Ярославле с 2012 года проходит реставрацию вагон, приобретённый из Иваново[34][35].
- в Каменском установлен в качестве памятника возле Трамвайного депо № 1

## Спецвагоны на базе КТМ-1
На базе узлов и агрегатов вагона КТМ-1 промышленностью выпускался ряд спецвагонов, например снегоочиситель ГС-4 и рельсошлифовальный вагон РС-3.